# Dižveplov monoksid
Dižveplov monoksid ali žveplov suboksid je anorganska spojina s formulo S2O, ki spada med nižje žveplove okside. Je brezbarven plin, ki kondenzira v bledo obarvano, pri sobni temperaturi neobstojno  trdnino. Molekula ni linearna. Kot, ki ga oklepajo atomi S-S-O, meri 117,88°. Vez S-S je dolga 188,4 pm, vez S-O pa 146,5 pm.

## Sinteza
S2O se lahko pripravi  na več načinov. Eden od njih je nepopolno zgorevanje žvepla. Nastane tudi z oksidacijo žvepla z bakrovim(II) oksidom:
¾ S8 + 3 CuO → 3 CuS + S2O + SO2
Med druge načine priprave spadata reakcija  tionil  klorida s srebrovim sulfidom:
SOCl2 + Ag2S → 2 AgCl + S2O
in termični razpad žveplovega dioksida v razelektritvah.
Raztopina dižveplovega monoksida  v ogljikovim tetrakloridu je rumeno obarvana. Trdni S2O se tvori pri temperaturi tekočega dušika. Zaradi nečistoč je pogosto temno obarvan. Med razpadom pri sobni temperaturi nastajajo najprej poližveplovi oksidi in nato SO2.